# Egyházasgerge
Egyházasgerge es un pueblo ubicado en el condado de Nógrád, Hungría.

## Superficie
Posee una superficie de 15,37 kilómetros cuadrados.

## Demografía
Hasta 2021 la población era de 698 habitantes, con una densidad de población de 45,41 habitantes por kilómetro cuadrado.